# János Varga
János Varga (* 21. Oktober 1939 in Abony; † 29. Dezember 2022 in Budapest) war ein ungarischer Ringer. Er wurde 1968 Olympiasieger im Bantamgewicht im griechisch-römischen Stil.

## Werdegang
János Varga begann 1955 mit dem Ringen. Durch gute Leistungen im Jugend- und Juniorenbereich fiel er dem damaligen ungarischen Staatstrainer Mihály Matura auf, der seinen Wechsel zum Spitzenclub Honvéd Budapest veranlasste. János entwickelte sich dort in den nächsten Jahren zu einem Weltklasseringer in beiden Stilarten. Als 1961 Imre Hódos, der Olympiasieger von 1952 im Bantamgewicht, seine internationale Karriere beendete, trat János dessen Nachfolge in der ungarischen Nationalmannschaft an. In Ungarn beherrschte er dann die Bantamgewichtsklasse zunächst in beiden Stilarten, ab 1965 im griechisch-römischen Stil bis 1972.
Sein Debüt auf der internationalen Ringermatte gab János Varga 1961 bei der Weltmeisterschaft in Yokohama, als er auf Anhieb Vizeweltmeister im Bantamgewicht im freien Stil wurde. Den Weg zum Titelgewinn versperrte ihm nur der erfahrene Olympiasieger und vielfache Weltmeister Hüseyin Akbaş aus der Türkei.
Auch bei der Weltmeisterschaft 1962 in Toledo/USA gewann János mit der „Bronzenen“ wieder eine Medaille. Wieder war es Hüseyin Akbaş, der ihn besiegte. In beiden Jahren rang János bei den Weltmeisterschaften auch im griechisch-römischen Stil, war aber hier mit den Plätzen 8 und 6 nicht so erfolgreich wie im freien Stil.
1963 wendete sich das Blatt aber, als János in Helsingborg mit fünf Siegen Weltmeister im griechisch-römischen Stil im Bantamgewicht wurde. Entscheidend dafür war sein Sieg über den sowjetischen Ringer Oleg Karawajew, immerhin Olympiasieger von 1960 und Weltmeister von 1958 und 1961. Auch bei den Olympischen Spielen 1964 in Tokio startete János in beiden Stilarten. Er blieb aber ohne Medaille, da die Doppelbelastung angesichts der schweren Konkurrenz nicht mehr durchzustehen war.
Ab 1965 startete er deshalb nur mehr im griechisch-römischen Stil. Bei den Weltmeisterschaften 1965 und 1966 scheiterte er jeweils an dem Deutschen Fritz Stange und erreichte nur Plätze im Mittelfeld.
Ab 1967 begann dann eine einmalige Siegesserie von János Varga. Er gewann 1968 die olympische Goldmedaille in Mexiko-Stadt, wurde 1970 in Edmonton Weltmeister und 1967 sowie 1970 Europameister im Bantamgewicht. Dazu belegte er bei der Weltmeisterschaft 1967 in Bukarest und der Europameisterschaft 1968 den zweiten und bei der Europameisterschaft 1971 den dritten Platz.
Im Jahre 1969 konnte János weder bei der Europameisterschaft in Modena noch bei der Weltmeisterschaft in Mar del Plata starten. In Modena weigerte sich der italienische Veranstalter, die Flagge der DDR zu hissen, worauf die sozialistischen Staaten diese Veranstaltung boykottierten und zu den Weltmeisterschaften nach Mar del Plata entsandte der ungarische Ringerverband aus finanziellen Gründen keine Mannschaft.
Zum Abschluss seiner Laufbahn wollte János bei den Olympischen Spielen 1972 in München noch einmal eine Medaille gewinnen. Er schaffte dies jedoch nicht, da er von Rustem Kasakow aus der Sowjetunion und Hans-Jürgen Veil aus der Bundesrepublik Deutschland besiegt wurde.
1973 beendete János Varga seine Ringerlaufbahn und trat eine Stelle als Trainer beim ungarischen Ringerverband an. In dieser Funktion führte er mehrere Ringer zu Titelgewinnen bei Olympischen Spielen, Welt- und Europameisterschaften. Für seine Verdienste um den Ringersport wurde er im August 2016 in die FILA International Wrestling Hall of Fame aufgenommen.

## Internationale Erfolge
(OS = Olympische Spiele, WM = Weltmeisterschaft, EM = Europameisterschaft, F = Freistil, GR = griech.-röm. Stil, Ba = Bantamgewicht, damals bis 57 kg Körpergewicht)
- 1961, 8. Platz, WM in Yokohama, GR, Ba, nach Niederlagen gegen Jiří Švec, Tschechoslowakei u. Oleg Karawajew, Sowjetunion;
- 1961, 2. Platz, WM in Yokohama, F, Ba, mit Siegen über Gelendon, Philippinen u. Lee Jung-sik, Korea u. Niederlagen gegen Mohammad Ebrahim Seifpour, Iran u. Hüseyin Akbaş, Türkei;
- 1962, 2. Platz, "Dan-Kolew"-Turnier in Sofia, F, Ba, hinter Dzurdzujew, UdSSR u. vor Todorow, Bulgarien;
- 1962, 3. Platz, WM in Toledo/USA, F, Ba, mit Siegen über Edvin Vesterby, Schweden, Nadreas Egli, Schweiz, Hector Valencia, Mexiko u. Mladen Georgiew, Bulgarien u. Niederlagen gegen David Auble, USA, Masaki Hatta, Japan u. Hüseyin Akbaş;
- 1962, 6.Platz, WM in Toledo/USA, GR, Ba, mit einem Sieg über Jorge Mendoza, Guatemala, einem Unentschieden gegen Michel Nakouzi, Libanon u. Niederlagen gegen Amari Egadse, Sowjetunion u. Dinko Petrow, Bulgarien;
- 1963, 14. Platz, WM in Sofia, F, Ba, nach Niederlagen gegen David Auble u. Mladen Georgiew;
- 1963, 1. Platz, WM in Helsingborg, GR, Ba, mit Siegen über Fethi Mete, Türkei, Jorma Turunen, Finnland, Jiří Švec, Tschechoslowakei, Eckhard Thorun, DDR u. Oleg Karawajew
- 1964, 7. Platz, OS in Tokio, F, Ba, mit Siegen über Kevin McGrath, Australien u. Tortillano Tumaris, Philippinen u. Niederlagen gegen Choi Young-kil, Korea u. Hüseyin Akbaş;
- 1964, 8. Platz, OS in Tokio, GR, Ba, mit einem Sieg über Michele Toma, Italien, einem Unentschieden gegen Ion Cernea, Rumänien u. einer Niederlage gegen Masamitsu Ichiguchi, Japan;
- 1965, 7. Platz, WM in Tampere, GR, Ba, mit Siegen über Raimo Taskinen, Finnland u. Jan Andersson, Schweden u. Niederlagen gegen Kōji Sakurama, Japan u. Fritz Stange, BRD;
- 1966, 9. Platz, WM in Toledo/USA, GR, Ba, mit Unentschieden gegen Hosain Moareb, Iran u. Ion Baciu, Rumänien u. einer Niederlage gegen Fritz Stange;
- 1967, 1. Platz, EM in Minsk, GR, ba, mit Siegen über Heinrich Theuretzbacher, Österreich, Risto Björlin, Finnland, Jerzy Sekula, Polen, Hartmut Puls, DDR, Ünver Besergil, Türkei u. Rustem Kasakow, Sowjetunion;
- 1967, 2. Platz, WM in Bukarest, GR, Ba, mit Siegen über Grzyb, Polen, Arthur Spaenhoven, Belgien u. Ünver Besergil u. Unentschieden gegen Ion Baciu, Rustem Kasakow u. Tsutomu Hanahara, Japan;
- 1968, 2. Platz, EM in Västerås, GR, Ba, mit Siegen über Schora Zakarjan, UdSSR, Josef Grünmann, Österreich, Roland Svensson, Schweden, Risto Björlin, einem Unentschieden gegen Othon Moschidis, Griechenland u. einer Niederlage gegen Christo Traikow, Bulgarien;
- 1968, Goldmedaille, OS in Mexiko-Stadt, GR, Ba, mit Siegen über Luis Manoel Grilo, Portugal, Iwan Kotschergin, UdSSR, Othon Moschidis, Risto Björlin u. Kōji Sakurama u. einem Unentschieden gegen Ion Baciu;
- 1970, 1. Platz, EM in Sofia, GR, Ba, mit Siegen über Risto Björlin, Karlo Covic, Jugoslawien, Jan Neckař, Tschechoslowakei u. Hans-Jürgen Veil, BRD u. einem Unentschieden gegen Ion Baciu;
- 1970, 1. Platz, 1. Platz, WM in Edmonton, GR, Ba, mit Siegen über An Chun-young, Korea, Ahmed Beshir, Libanon, Megdiin Choilogdordsch, Mongolei u. Ikuzi Yamamoto, Japan u. Unentschieden gegen Christo Traikow u. Rustem Kasakow;
- 1971, 3. Platz, WM in Sofia, GR, Ba, mit Siegen über Jan Neckař, Ernst Hack, Österreich, Karlo Covic, Feerooz Arlonzadeh, Iran u. Rustem Kasakow u. einer Niederlage gegen Christo Traikow
- 1972, 4. Platz, OS in München, GR, Ba, mit Siegen über Harald Hervig, Norwegen, Luis Manoel Grilo, Risto Björlin u. An Chun-Young u. Niederlagen gegen Rustem Kasakow u. Hans-Jürgen Veil

## Ungarische Meisterschaften
János Varga gewann die ungarische Meisterschaft zehnmal im griechisch-römischen Stil und fünfmal im freien Stil, immer im Bantamgewicht.